# قائمة الاغتيالات في اليمن

## جمهورية اليمن الديموقراطية الشعبية- اليمن الجنوبي (سابقاً)
- سالم ربيع علي - 1978
- عبد الفتاح إسماعيل - 1986

## الجمهورية العربية اليمنية- اليمن الشمالي (سابقاً)
- يحيى حميد الدين - 1948
- محمد محمود الزبيري 1965 .
- القاضي عبد الله الحجري - 1977
- إبراهيم الحمدي - 1977
- أحمد الغشمي - 1978
- محمد أحمد نعمان - 1974

## الجمهورية اليمنية- بعد الوحدة
- جار الله عمر - 28 ديسمبر 2002 .
- النائب البرلماني صالح الهندي 2008 .
- عبد العزيز عبد الغني 2011 .
- اللواء سالم علي قطن 2012 .